# Attis
Pour les articles ayant des titres homophones, voir Athis et Atys.
Attis, ou Atys (en grec ancien : Ἄττις / Áttis, Ἄτυς / Átus, ou Ἄττης / Áttês), est une divinité d'origine phrygienne, parèdre de la déesse Cybèle, dont il est à la fois le fils et l'amant. Il peut être comparé à Adonis, parèdre d'Aphrodite-Astarté, ou encore à Tammuz, parèdre d'Ishtar. Son culte à mystères s'est répandu en Grèce, puis dans tout l'Empire romain.

## Mythe
Dans la version phrygienne du mythe, Zeus donne naissance à l'hermaphrodite Agdistis en se masturbant sur Cybèle[Quoi ?] — ou, selon une autre version, en répandant son sperme sur le sol pendant son sommeil. Effrayés par sa force, les dieux l'émasculent ; du sang d'Agdistis, ou de son sexe mâle tranché tombé à terre, naît l'amandier. Nana, fille du dieu-fleuve Sangarios, fut fécondée par une amande tombée de cet arbre. Elle donne naissance à un garçon : Attis. Ce dernier est exposé et élevé par des chèvres sauvages. Attis devient un jeune homme d'une beauté telle que Cybèle-Agdistis s'en éprend. Cependant, il est destiné à la fille du roi de Pessinos — ou, selon une autre version, il perd sa virginité dans les bras d'une naïade, Sagaritis. Furieuse, Cybèle frappe de folie Attis, qui s'enfuit sur le mont Dindyme, où il s'émascule. Du sang d'Attis naît le pin, toujours vert.
Dans la version lydienne, Attis est un eunuque de la Grande Mère, fils du roi phrygien Kalaos, qui importe en Lydie le culte de Cybèle. Zeus, jaloux[pourquoi ?], envoie un sanglier qui tue Attis. Hérodote livre une version historicisée du mythe dans son Enquête : Atys [sic] est le fils du roi Crésus, tué accidentellement par Adraste, hôte de son père, pendant une chasse au sanglier.

## Culte
Le culte d'Attis a existé en Asie Mineure, en Grèce du nord (à partir du IIIe siècle av. J.-C.), particulièrement en Macédoine, ainsi qu'à Rome. Il est principalement connu dans sa version romaine : le culte de Cybèle et de son parèdre est importé à Rome en 204 av. J.-C., sur la base d'une prophétie des livres sibyllins.
Sous le règne de Claude, les principales festivités sont célébrées au début du printemps en représentant la légende. Un cortège de cannophores (« porte-roseau ») y préludait. À l'équinoxe, un pin était abattu et transporté sur le Palatin au sanctuaire de Cybèle par la confrérie des dendrophores (« porte-arbre ») : enveloppé comme un cadavre, il figurait Attis mort. Le lendemain, jour de tristesse et d'abstinence, les fidèles jeûnaient et se lamentaient. Les prêtres ou galles se flagellaient et se tailladaient, et les néophytes s'émasculaient à leur tour rituellement avec une pierre tranchante. Après une nuit, où ils étaient censés s'unir à la déesse, comme Attis, la jubilation éclatait, se manifestait en mascarades et banquets.

## Iconographie
Les monuments représentent Attis en berger phrygien, avec le bonnet, le bâton du pâtre, la syrinx et le tympanon, son costume moulant laissant le ventre à découvert. Il porte un pantalon appelé anaxyride, fendu tout du long sur le devant de chaque jambe, attaché seulement par intervalles, de manière à laisser son sexe découvert. Un de ses emblèmes est le coq (gallus, en latin), car Attis fut le premier des prêtres galles. On le voit au côté de Cybèle, dans le char de celle-ci traîné par des lions.
La statuette en marbre de Carrare représentant Attis, découverte vers 1920 à La Lagaste (commune de Rouffiac-d'Aude) et conservée à Saint-Germain-en-Laye au musée d'Archéologie nationale, montre le dieu coiffé d'un bonnet phrygien dont les fanons sont aujourd'hui manquants ; la pointe du bonnet représentant une tête d'oiseau, penchée en avant, est tournée vers la gauche.

## Galerie de photos

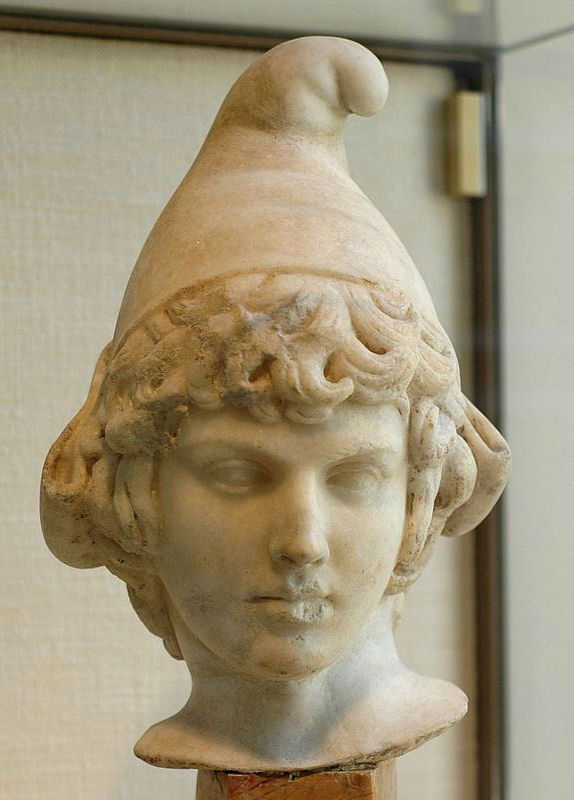
Buste d'Attis portant le bonnet phrygien, IIe siècle, Paris, cabinet des médailles de la Bibliothèque nationale de France.
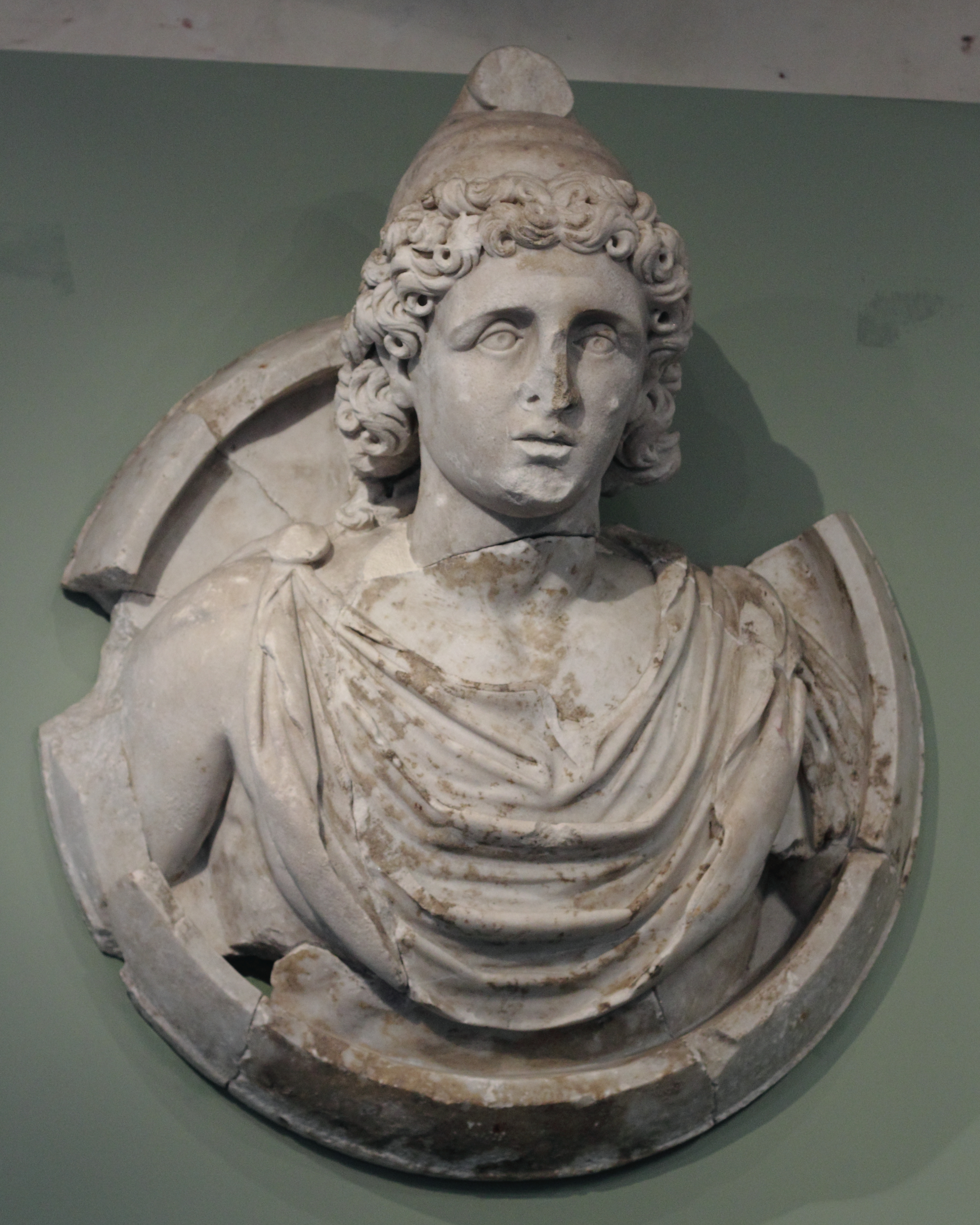
Attis, médaillon de la villa romaine de Chiragan (Haute-Garonne).
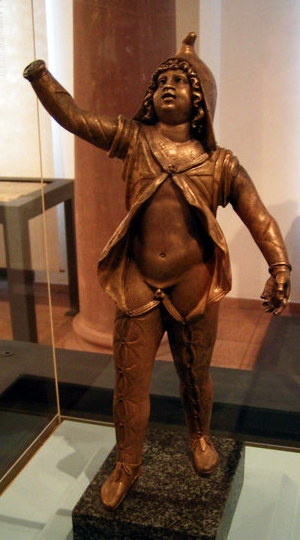
Attis et ses attributs : bonnet phrygien et anaxyride (pantalon oriental ouvert rappelant son émasculation), musée rhénan de Trèves.
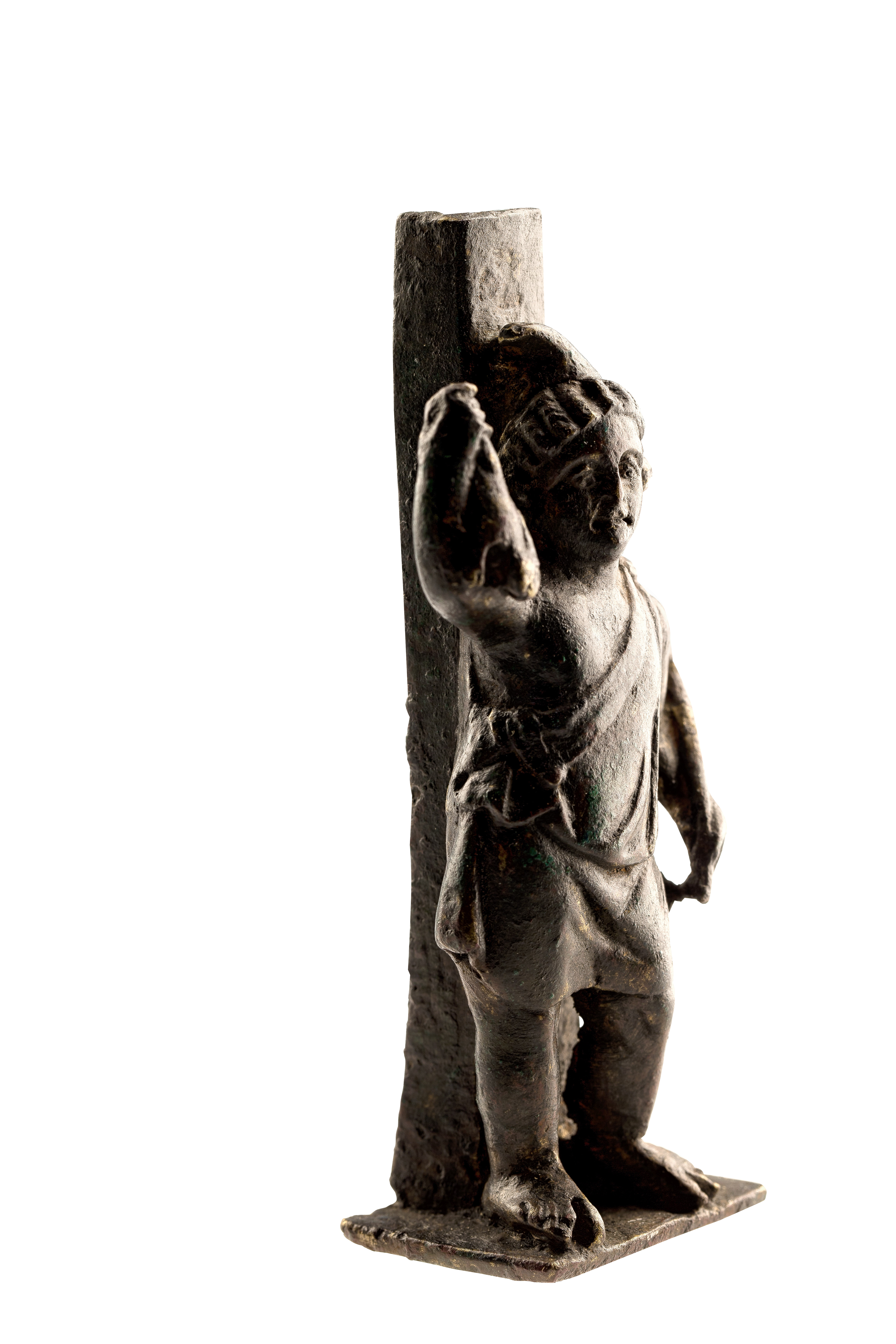
Statuette en bronze d'Attis avec ses attributs : lièvre[Où ?] et bâton de berger ; A.D.[Quoi ?] 75-150, trouvée à Tongres (Belgique), musée gallo-romain de cette ville[2].
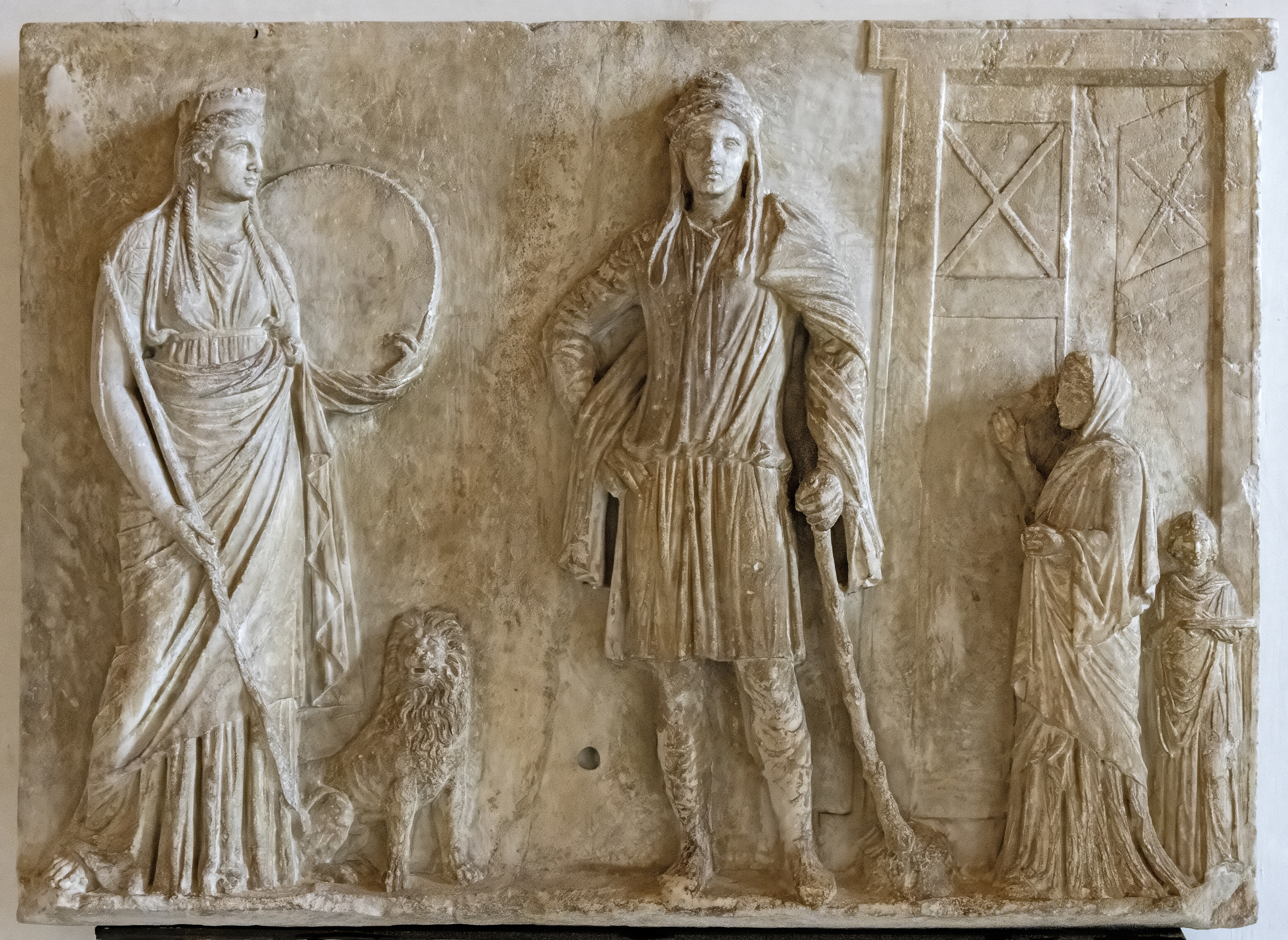
Cybèle et Attis - IIe siècle av. J.-C. - Musée archéologique national de Venise.

#### Recueil de textes
- Maarten Jozef Vermaseren, Corpus Cultus Cybelae Attidisque, Leyde, collection « Études préliminaires aux religions orientales dans l'Empire romain », t. III. 1977, t. VII 1977, t. IV 1978, t. II 1982, t. V 1986.

#### Études
- James Frazer, Le Rameau d'or (1911–1915), édition fr. par Nicole Belmont et Michel Izard, Robert Laffont, coll. « Bouquins », IIe volume : Le Dieu qui meurt ; Adonis ; Atys et Osiris, 1983, 750 p.
- Franz Cumont, Les religions orientales dans le paganisme romain, Geuthner, 1963, p. 43–68.
- Hélène Chew (conservateur en chef du Patrimoine au musée d'Archéologie nationale de Saint-Germain-en-Laye), Attis et l'oiseau : un élément du mobilier de luxe en marbre, Archéologia, no 566, juin 2018, p.22-23.